# Plotone Suicida
Il Plotone Suicida o anche Escuadra o Pelotón Suicida era una squadra di soldati guerriglieri, che compirono una serie di azioni pericolose e al contempo folli (da qui il nome "suicida") durante la Battaglia di Santa Clara nel 1958.
Il 21 agosto 1958 una colonna guidata dal comandante Ernesto "Che" Guevara parte da El Salto e inizia un lungo percorso che la porterà nella provincia di Villa Clara. Durante questo tragitto si verificano molti combattimenti, nei quali il capitano Roberto Rodríguez Fernández, detto El Vaquerito, si mette in evidenza. Arrivati in Villa Clara, il "Che" propone la formazione di un nuovo plotone: il Plotone Suicida.
La prima azione del plotone fu l'attacco alla caserma di Fomento e poi della caserma di Cabaiguán. Il plotone del Vaquerito fu il primo ad entrare a Santa Clara con l'ordine di attaccare il quartier generale della polizia. Fulgencio Batista, impaurito dall'ingente perdita di soldati, inviò un treno carico di armi e munizioni per rinforzare le sue divisioni. Che Guevara diede ordine al Pelotón Suicida di raggiungere le colline ed agguantare il treno. La squadra capitanata da El Vaquerito spazzò via le linee nemiche con un'audace azione supportata da un massiccio utilizzo di bombe a mano, costringendo il convoglio a cambiare direzione spostandosi nel centro della città, dove fu assaltato dal "Che" e dai suoi uomini.
Durante i successivi scontri, Roberto Rodríguez Fernández viene colpito in testa da una pallottola di M1. Ernesto "Che" Guevara, vista la ferita, dice soltanto: "Ci saranno voluti cento uomini per avere ragione di lui. È come se mi avessero ucciso cento uomini".
Alcuni mesi dopo il comandante argentino replica: "Il plotone suicida era un esempio di morale rivoluzionaria, ne facevano parte solamente volontari scelti. Tuttavia ogni volta che moriva un uomo - questo accadeva in ogni combattimento - e che si designava il nuovo aspirante, coloro che venivano scartati ne erano così addolorati che qualche volta si mettevano a piangere. Era curioso vedere quegli uomini pronti a tutto, nobili guerrieri, che improvvisamente tornavano ragazzi e si mettevano a piangere per la disperazione di non poter avere l'onore di combattere e di morire in prima linea".